# Neukieritzsch
Neukieritzsch è un comune di 5.828 abitanti della Sassonia, in Germania.
Appartiene al circondario (Landkreis) di Lipsia (targa L).
A Neukieritzsch corre il fiume Pleiße.